# Smak B.E.A.T. Records
Smak B.E.A.T. Records – kompilacja, która ukazała się w 15 września 1997 nakładem wytwórni B.E.A.T. Records.

## Lista utworów[4][5]
1. DJ 600V – „Reprezentuję moich ludzi”
2. Numer Raz, DJ Zero – „Muzyka, blunty i słodycze”
3. Mistic Molesta – „Osiedlowe akcje”
4. J. Tiger – „Tak jak chcesz”
5. 2CW – „Dwukrotnie całkowicie wyczesany”
6. Solfernus – „Sprawdź to”
7. Huzdemak – „Dźwięk jest poza kontrolą”
8. Die Realitat – „Niemals stoppen”
9. Edytoriał – „Słowo”
10. Włodi – „Nie dla sławy i nie dla pieniędzy”
11. Trzyha – „Rymoholiko (remix)”
12. 1kHz – „1 Killa Hertz”